# Сычёвка (Житомирская область)
Сычёвка (укр. Сичівка) — село на Украине, основано в 1890 году, находится в Малинском районе Житомирской области.
Код КОАТУУ — 1823481409. Население по переписи 2001 года составляет 132 человека. Почтовый индекс — 11654. Телефонный код — 4133. Занимает площадь 1,021 км².
Через село течёт река Тростяница.

## Адрес местного совета
11654, Житомирская область, Малинский р-н, с. Луки